# آبیا
آبیا (به اسپانیایی: Avià) یک شهرستان در اسپانیا است که در کاتالونیا واقع شده‌است.

## خصوصیات
آبیا ۲۷٫۲۴ کیلومترمربع مساحت و ۲٬۱۰۸ نفر جمعیت دارد و ۶۷۷ متر بالاتر از سطح دریا واقع شده‌است.